# Bryodemella semenovi
Bryodemella semenovi är en insektsart som först beskrevs av Ikonnikov 1911.  Bryodemella semenovi ingår i släktet Bryodemella och familjen gräshoppor. Inga underarter finns listade i Catalogue of Life.